# جونيتشي موري
جونيتشي موري مخرج سينمائي وتلفزيوني ياباني (باليابانية:森淳) أخرج خمسة أفلام سينمائية وشارك في إخراج مسلسل آنسة شيرلوك (Miss Sherlock).

## البداية
بعد العمل كمساعد مخرج دراما تلفزيونية، فاز نص فيلم «غسيل ملابس» بجائزة صندانس NHK السينمائي الدولي لعام 2000 في اليابان، وظهر لأول مرة في الإخراج بنفس العمل ولكن نزل الفيلم إلى السينما في عام 2002.

## أفلامه
1. Laundry 2002
2. A Pierrot 2009
3. Little Forest: Summer/Autumn 2014 (أهم عمل له)
4. Little Forest: Winter/Spring 2015 (أهم عمل له)
5. The Witness 2019

## الجوائز
- صندانس/جائزة NHK الدولية لصناعة الأفلام، قسم اليابان 2000
- الجائزة الكبرى لفئة Galaxy Award TV "TOYD Toyd"

## وصلات خارجية
- جونيتشي موري على imdb